# Edward Loch (2e baron Loch)
Edward Douglas Loch (4 avril 1873 - 14 août 1942) est un officier supérieur de l'armée britannique et un pair.
Après avoir servi dans les forces coloniales du Cap en Afrique du Sud, il rejoint les Grenadier Guards en 1893. Il participe pour la première fois au service actif dans la campagne du Soudan en 1898, recevant la première de nombreuses décorations. Il participe à la seconde guerre des Boers. En 1911, en plus de ses fonctions militaires, il devient membre de la Maison royale du Royaume-Uni. Pendant la Première Guerre mondiale, il sert dans des postes d'état-major, puis commande une brigade plus tard dans la guerre avant de revenir à l'état-major. Il reçoit d'autres décorations, britanniques et étrangères.
Après sa retraite de l'armée en 1922, il devient lieutenant adjoint du Suffolk et entreprend diverses autres tâches publiques et caritatives. Il est également Capitaine des Yeomen of the Guard et président de la Greyhound Racing Association.

## Jeunesse et carrière militaire
Loch est le fils de Henry Loch (1er baron Loch) (en), et de son épouse Elizabeth Villiers, fille de l'hon. EE Villiers et nièce du 4e comte de Clarendon. Il fait ses études au Winchester College ,. Il part à la Colonie du Cap et sert dans la milice locale, les forces coloniales du cap, obtenant le grade de lieutenant. Il est muté dans l'armée britannique régulière le 3 mai 1893 lorsqu'il est nommé sous-lieutenant dans les Grenadier Guards. Il est promu lieutenant le 12 mai 1897. Il combat dans la campagne du Soudan en 1898, étant mentionné dans les dépêches pour sa part dans la bataille d'Omdurman, et reçoit l'Ordre de service distingué le 15 novembre 1898. Il reçoit également l'étoile et le fermoir du Khédive.

## Guerre des Boers
Loch est détaché de son régiment à l'état-major le 9 octobre 1899, servant comme officier de signalisation divisionnaire, dans la force de campagne sud-africaine pendant la seconde guerre des Boers. Il est promu capitaine le 28 janvier 1900. Il hérite du titre de baron Loch à la mort de son père en 1900. Il est mentionné dans des dépêches de nouveau en avril 1901, et le 19 avril, il est promu major, avec effet au 29 novembre 1900. Il participe aux batailles de Belmont, Enslin, Modder River et Magersfontein, est grièvement blessé et reçoit la Médaille de la Reine de l'Afrique du Sud avec quatre fermoirs .
Loch retourne au service régimentaire dans les Grenadier Guards le 23 janvier 1902, et prend part à une mission diplomatique spéciale pour promouvoir les intérêts britanniques au Maroc au début de 1902 . Il est nommé membre de l'Ordre royal de Victoria (MVO) le 30 mai 1902, à la suite de la présentation par le roi Édouard VII des couleurs de l'État à la King's Company of the Grenadier Guards . L'année suivante, il est nommé adjudant régimentaire le 26 janvier 1903, et occupe le poste jusqu'au 1er juillet 1905. Le 22 janvier 1908, il commence le cours d' état-major au Collège d'état-major, Camberley, et il est promu major substantif le 15 août 1908. Il est major de brigade de la 3e brigade d'infanterie du 12 avril 1910 au 16 août 1911, lorsqu'il devient officier d'état-major général (GSO), grade 2 au War Office. Le 4 décembre 1911, il devient Lord-in-waiting du roi George V et reçoit le brevet de lieutenant-colonel le 10 mai 1913. Il quitte le War Office le 12 avril 1914.

## Première Guerre mondiale
Après le déclenchement de la Première Guerre mondiale, il sert avec le personnel du BEF en août 1914 . Il est officier de liaison entre le GHQ et le IIe corps de Smith-Dorrien . Le 16 décembre 1914, il est nommé GSO Grade 1.
Loch reçoit une promotion substantielle au grade de lieutenant-colonel le 13 mars 1915. Le 27 mai, il est général de brigade temporaire et est nommé Commandeur de l'Ordre de Saint-Michel et Saint-George. Il reçoit un brevet de colonel le 1er janvier 1916. Il sert comme chef d'état-major dans le VIe Corps. Il reçoit la Croix d'Officier de la Légion d'Honneur en 1917. Le 22 juillet 1917, il reçoit le commandement de la 110e brigade d'infanterie . Il est nommé Compagnon de l'Ordre du Bain dans les honneurs du Nouvel An 1918. Il revient à l'état-major le 16 mai 1918. Il est promu major-général "pour les services précieux rendus dans le cadre de la guerre" dans les honneurs du Nouvel An 1919. Pendant la guerre, il est mentionné cinq fois dans des dépêches.

## Retraite
Loch prend sa retraite de l'armée en 1922. Il est nommé lieutenant adjoint du Suffolk le 27 février 1922, alors qu'il vit au Stoke College, Stoke-by-Clare, Suffolk. De 1924 à 1925, il est Capitaine des Yeomen of the Guard ,. Il devient également président de la Légion des Frontiers . Il est toujours dans la Réserve des officiers au début de la Seconde Guerre mondiale, mais n'est pas rappelé pour service. Cependant, lorsque la garde intérieure est formée, il sert en tant que commandant de zone, bien qu'il soit trop âgé, et ce poste n'équivalant en grade qu'à un brigadier.
En 1927, Loch est président de la Greyhound Racing Association. En 1931, cela l'implique dans le cas de Mick le Miller, qui conduit à une reprise controversée du Greyhound Derby . Il redevient capitaine du Yeoman de la garde en 1929 . En 1931, il participe à la Coupe de l'America sur le yacht Candide .
Loch a un domaine dans le Suffolk et est conseiller du comté de West Suffolk. Il occupe également les postes de président du United Service Fund, de président des gouverneurs du Dulwich College et de co-trésorier associé de l'University College de Londres .

## Famille
Loch épouse Lady Margaret Louisa Lizzie Compton, fille de William Compton (5e marquis de Northampton), le 6 juin 1905. Ils ont deux fils et trois filles, et il est remplacé par George Loch, 3e baron Loch . Il est mort dans un hôpital de Londres le 14 août 1942.